# Moto G 2023
Durante el 2023, Motorola Mobility lanza al mercado dispositivos para dar continuidad a la familia Moto G que es la marca de dispositivos de Motorola en gama media, siendo su decimosegunda edición y más que en ese año fue especial debido al décimo aniversario del lanzamiento del primer Moto G. Cuentan con el sistema operativo Android 13, algunos con reportes de actualización a Android 14. Curiosamente se llevó mucho la atención de que varios dispositivos regresaron con el sistema de 2 cámaras traseras y a partir del lanzamiento del Moto G72, los dispositivos vienen con el logo impreso de Dolby Atmos, marca encargada de fabricar el sistema de audio en los dispositivos de Motorola.

## Comparaciones

### Moto G en Estados Unidos
|                              | Moto G Play                                     | Moto G Power 5G                                        | Moto G Stylus                               | Moto G                                       | Moto G Stylus 5G                                    |
| ---------------------------- | ----------------------------------------------- | ------------------------------------------------------ | ------------------------------------------- | -------------------------------------------- | --------------------------------------------------- |
| Modelo                       | XT2271-5                                        | XT2311-3                                               | XT2317-2                                    | XT2313-3                                     | XT2315-1                                            |
| Lanzamiento                  | 12 de diciembre de 2022                         | 13 de abril de 2023                                    | 5 de mayo de 2023                           | 25 de mayo de 2023                           | 2 de junio de 2023                                  |
| Sistema operativo            | Android 12                                      | Android 13                                             | Android 13                                  | Android 13                                   | Android 13                                          |
| Tamaño de la pantalla        | 6.5 pulgadas                                    | 6.5 pulgadas                                           | 6.5 pulgadas                                | 6.5 pulgadas                                 | 6.6 pulgadas                                        |
| Resolución de pantalla       | 720 x 1600 pixeles                              | 1080 x 2400 pixeles                                    | 720 x 1600 pixeles                          | 720 x 1600 pixeles                           | 1080 x 2400 pixeles                                 |
| Relación pantalla-cuello     | 79,7%                                           | 83,6%                                                  | 84,5%                                       | 82,9%                                        | 87,5%                                               |
| Tecnología de pantalla       | IPS LCD                                         | IPS LCD                                                | IPS LCD                                     | IPS LCD                                      | IPS LCD                                             |
| Tasa de refresco             | 90Hz                                            | 120Hz                                                  | 90Hz                                        | 120Hz                                        | 120Hz                                               |
| Recorte de pantalla          |                                                 |                                                        |                                             |                                              |                                                     |
| Procesador                   | Mediatek MT6765 Helio G37 (12nm)                | Mediatek Dimensión 930 (6 nm)                          | Mediatek MT6769 Helio G85 (12nm)            | Qualcomm SM4350-AC Snapdragon 480+ 5G (8 nm) | Qualcomm SM6450 Snapdragon 6 Gen 1 (4 nm)           |
| CPU                          | 4x2,3 GHz Cortex-A53 y 4x1,8 GHz Cortex-A53     | 2x2,2 GHz Cortex-A78 y 6x2,0 GHz Cortex-A55            | 2x2,0 GHz Cortex-A75 y 6x1,8 GHz Cortex-A55 | 2x2,2 GHz Kryo 460 y 6x1,8 GHz Kryo 460      | 4x2,2 GHz Cortex-A78 y 4x1,8 GHz Cortex-A55         |
| GPU                          | PowerVR GE8320                                  | IMG BXM-8-256                                          | Mali-G52 MC2                                | Adreno 619                                   | Adreno 600                                          |
| Almacenamiento interno       | 32 GB                                           | 128 GB / 256 GB                                        | 64GB                                        | 64 GB / 128 GB                               | 128 GB / 256 GB                                     |
| Almacenamiento externo       | MicroSDXC hasta 512 GB                          | MicroSDXC hasta 1 TB                                   | MicroSDXC hasta 1 TB                        | MicroSDXC hasta 1 TB                         | MicroSDXC hasta 2 TB                                |
| RAM                          | 3 GB                                            | 4 GB / 6 GB                                            | 4 GB                                        | 4 GB                                         | 4 GB / 6 GB                                         |
| Cámara frontal               | Imagen: 5 MP Video: 1080p@30fps                 | Imagen: 16 MP Video: 1080p@30fps                       | Imagen: 8 MP Video: 1080p@30fps             | Imagen: 8 MP Video: 1080p@30fps              | Imagen: 16 MP Video: 1080p@30fps                    |
| Cámaras traseras             | Imagen: 16 MP, 2 MP, 2 MP Video: 1080p@30/60fps | Imagen: 50 MP, 2 MP, 2 MP Video: 1080p@30fps, gyro-EIS | Imagen: 50 MP, 2 MP Video: 1080p@30/60fps   | Imagen: 48 MP, 2 MP Video: 1080p@30fps       | Imagen: 50 MP, 8 MP Video: 4K@30fps, 1080p@30/60fps |
| Flash trasero                | Flash LED HDR Panorama                          | Flash LED HDR Panorama                                 | Flash LED HDR Panorama                      | Flash LED HDR Panorama                       | Flash LED HDR Panorama                              |
| Audio                        | Altavoz, conector de audio 3.5mm                | Altavoz Stéreo, conector de audio 3.5mm                | Altavoz Stéreo, conector de audio 3.5mm     | Altavoz Stéreo, conector de audio 3.5mm      | Altavoz Stéreo, conector de audio 3.5mm             |
| Wi-Fi                        | Wi-Fi 802.11 a/b/g/n/ac doble banda             | Wi-Fi 802.11 a/b/g/n/ac doble banda                    | Wi-Fi 802.11 a/b/g/n/ac doble banda         | Wi-Fi 802.11 a/b/g/n/ac doble banda          | Wi-Fi 802.11 a/b/g/n/ac doble banda                 |
| Bluetooth                    | 5.0, A2DP, LE                                   | 5.3, A2DP, LE                                          | 5.0, A2DP, LE                               | 5.1, A2DP, LE                                | 5.1, A2DP, LE                                       |
| GPS                          | Si                                              | Sí                                                     | Sí                                          | Sí                                           | Sí                                                  |
| NFC                          | No                                              | No                                                     | No                                          | No                                           | Sí                                                  |
| Escáner de huellas digitales | Parte trasera                                   | Lateral                                                | Lateral                                     | Lateral                                      | Lateral                                             |
| Batería                      | 5000 mAh no removible, Li-Po                    | 5000 mAh no removible, Li-Po                           | 5000 mAh no removible, Li-Po                | 5000 mAh no removible, Li-Po                 | 5000 mAh no removible, Li-Po                        |
| Carga                        | USB-C, 10W                                      | USB-C, 15W                                             | USB-C, 15W                                  | USB-C, 15W                                   | USB-C, 20W                                          |
| USB                          | USB-C 2.0                                       | USB-C 2.0                                              | USB-C 2.0                                   | USB-C 2.0                                    | USB-C 2.0                                           |
| Peso                         | 202g                                            | 185g                                                   | 195g                                        | 189g                                         | 202g                                                |
| Dimensiones                  | 167,2 x 76,5 x 9,4 mm                           | 163,1 x 74,8 x 8,5 mm                                  | 162,9 x 74,1 x 9,2 mm                       | 164 x 75 x 8,4 mm                            | 162,8 x 73,8 x 9,2 mm                               |
| Color                        | Índigo profundo                                 | Azul oscuro                                            | •Azul •Oro rosa                             | Azul tinta                                   | •Negro Cósmico •Champagne rosado                    |

### Moto G en el resto del mundo
| Dispositivo                   | Moto G53                                               | Moto G13                                     | Moto G23                                     | Moto G73                                        | Moto G14                                                    | Moto G54                                                     | Moto G54 Power                               | Moto G84                                                                       |
| ----------------------------- | ------------------------------------------------------ | -------------------------------------------- | -------------------------------------------- | ----------------------------------------------- | ----------------------------------------------------------- | ------------------------------------------------------------ | -------------------------------------------- | ------------------------------------------------------------------------------ |
| Modelo                        | XT2335-1 XT2335-2 XT2335-3                             | XT2331-1 XT2331-2 XT2331-3                   | XT2333-1 XT2333-2 XT2333-3 XT2333-4 XT2333-5 | XT2237 XT2337-1 XT2337-2                        | XT2341-1 XT2341-2 XT2341-3 XT2341-4                         | XT2343-1 XT2343-2 XT2343-3 XT2343-4                          | XT2343-5 XT2343-6                            | XT2347 XT2347-1 XT2347-2                                                       |
| Lanzamiento                   | 15 de diciembre de 2022                                | 24 de enero de 2023                          | 24 de enero de 2023                          | 24 de enero de 2023                             | 8 de agosto de 2023                                         | 5 de septiembre de 2023                                      | 5 de septiembre de 2023                      | 8 de septiembre de 2023                                                        |
| Sistema Operativo             | Android 13                                             | Android 13                                   | Android 13                                   | Android 13                                      | Android 13                                                  | Android 13                                                   | Android 13                                   | Android 13                                                                     |
| Tamaño de la pantalla         | 6.5 Pulgadas                                           | 6.5 Pulgadas                                 | 6.5 Pulgadas                                 | 6.5 Pulgadas                                    | 6.5 Pulgadas                                                | 6.5 Pulgadas                                                 | 6.5 Pulgadas                                 | 6.5 Pulgadas                                                                   |
| Resolución de la pantalla     | 720 x 1600 píxeles                                     | 720 x 1600 píxeles                           | 720 x 1600 píxeles                           | 1080 x 2400 píxeles                             | 1080 x 2400 píxeles                                         | 1080 x 2400 píxeles                                          | 1080 x 2400 píxeles                          | 1080 x 2400 píxeles                                                            |
| Relación pantalla-cuerpo      | 83,9%                                                  | 83,9%                                        | 83,9%                                        | 85,6%                                           | 85,6%                                                       | 85,5%                                                        | 85,5%                                        | 85,7%                                                                          |
| Tecnología de pantalla        | LCD IPS                                                | LCD IPS                                      | LCD IPS                                      | LCD IPS                                         | LCD IPS                                                     | LCD IPS                                                      | LCD IPS                                      | P-OLED 1B de Colores                                                           |
| Tasa de refresco              | 120 Hz                                                 | 90 Hz                                        | 90 Hz                                        | 120 Hz                                          |                                                             | 120 Hz                                                       | 120 Hz                                       | 120 Hz                                                                         |
| Recorte de pantalla           |                                                        |                                              |                                              |                                                 |                                                             |                                                              |                                              |                                                                                |
| Procesador                    | Qualcomm SM4350-AC Snapdragon 480+ 5G (8 nm)           | Mediatek MT6769Z Helio G85 (12nm)            | Mediatek MT6769Z Helio G85 (12nm)            | Mediatek Dimensión 930 (6 nm)                   | Unisoc Tiger T616 (12 nm)                                   | Mediatek Dimensión 7020 (6 nm)                               | Mediatek Dimensión 7020 (6 nm)               | Qualcomm SM6375 Snapdragon 695 5G (6 nm)                                       |
| CPU                           | 2x2,2 GHz Kryo 460 y 6x1,8 GHz Kryo 460                | 2x2,0 GHz Cortex-A75 y 6x1,8 GHz Cortex-A55  | 2x2,0 GHz Cortex-A75 y 6x1,8 GHz Cortex-A55  | 2x2,2 GHz Cortex-A78 y 6x2,0 GHz Cortex-A55     | 2x2,0 GHz Cortex-A75 y 6x1,8 GHz Cortex-A55                 | 2x2,2 GHz y 6x2,0 GHz                                        | 2x2,2 GHz y 6x2,0 GHz                        | 2x2,2 GHz Kryo 660 Gold y 6x1,7 GHz Kryo 660 Silver                            |
| GPU                           | Adreno 619                                             | Malí-G52 MC2                                 | Malí-G52 MC2                                 | IMG BXM-8-256                                   | Mali-G57 MP1                                                | IMG BXM-8-256                                                | IMG BXM-8-256                                | Adreno 619                                                                     |
| RAM y almacenamiento          | 4 GB / 64 GB 4 GB / 128 GB 6 GB / 128 GB 8 GB / 128 GB | 4 GB / 64 GB 4 GB / 128 GB                   | 4 GB / 64 GB 4 GB / 128 GB 8 GB / 128 GB     | 8 GB / 128 GB 8 GB / 256 GB                     | 4 GB / 128 GB 8 GB / 256 GB                                 | 4 GB / 128 GB 8 GB / 128 GB 8 GB / 256 GB 12 GB / 256 GB     | 8 GB / 256 GB 12 GB / 256 GB                 | 8 GB / 256 GB 12 GB / 256 GB                                                   |
| Almacenamiento expandible     | Micro SDXC hasta 1 TB                                  | Micro SDXC hasta 512 GB                      | Micro SDXC hasta 512 GB                      | Micro SDXC hasta 1 TB                           | Micro SDXC hasta 1 TB                                       | Micro SDXC hasta 1 TB                                        | Micro SDXC hasta 1 TB                        | Micro SDXC hasta 1 TB                                                          |
| Wi-Fi                         | Wi-Fi 802.11 a/b/g/n/ac doble banda                    | Wi-Fi 802.11 a/b/g/n/ac doble                | Wi-Fi 802.11 a/b/g/n/ac doble banda          | Wi-Fi 802.11 a/b/g/n/ac doble banda             | Wi-Fi 802.11 a/b/g/n/ac doble banda                         | Wi-Fi 802.11 a/b/g/n/ac doble banda                          | Wi-Fi 802.11 a/b/g/n/ac doble banda          | Wi-Fi 802.11 a/b/g/n/ac doble banda Wi-Fi Direct                               |
| Bluetooth                     | 5.1, A2DP, LE                                          | 5.1, A2DP, LE                                | 5.1, A2DP, LE                                | 5.1, A2DP, LE                                   | 5.1, A2DP, LE                                               | 5.3, A2DP, LE                                                | 5.3, A2DP, LE                                | 5.1, A2DP, LE                                                                  |
| NFC                           | Depende la región                                      | Depende la región                            | Depende la región                            | Sí                                              | No                                                          | Sí                                                           | Depende la región                            | Depende la región                                                              |
| GPS                           | Sí                                                     | Sí                                           | Sí                                           | Sí                                              | Sí                                                          | Sí                                                           | Sí                                           | Sí                                                                             |
| Escáner de huellas dactilares | Lateral                                                | Lateral                                      | Lateral                                      | Lateral                                         | Lateral                                                     | Lateral                                                      | Lateral                                      | Debajo de la pantalla                                                          |
| Cámara y video trasera        | Imagen: 50 MP, 2 MP Video: 1080p@30fps                 | Imagen: 50 MP, 2 MP, 2 MP Video: 1080p@30fps | Imagen: 50 MP, 5 MP, 2 MP Video: 1080p@30fps | Imagen: 50 MP, 5 MP, 2 MP Video: 1080p@30/60fps | Imagen: 50 MP, 2 MP Video: 1080p@30fps                      | Imagen: 50 MP, 2 MP Video: 1080p@30/60fps                    | Imagen: 50 MP, 8 MP Video: 1080p@30fps       | Imagen: 50 MP, 8 MP Video: 1080p@30/60fps                                      |
| Flash trasero                 | Flash LED HDR Panorama                                 | Flash LED HDR Panorama                       | Flash LED HDR Panorama                       | Flash LED HDR Panorama                          | Flash LED HDR Panorama                                      | Flash LED HDR Panorama                                       | Flash LED HDR Panorama                       | Flash LED HDR Panorama                                                         |
| Cámara y video frontal        | Imagen: 8 MP o 16 MP Video: 1080p@30fps                | Imagen: 8 MP Video: 1080p@30fps              | Imagen: 16 MP Video: 1080p@30fps             | Imagen: 16 MP Video: 1080p@30fps                | Imagen: 8 MP Video: 1080p@30fps                             | Imagen: 16 MP Video: 1080p@30fps                             | Imagen: 16 MP Video: 1080p@30fps             | Imagen: 16 MP Video: 1080p@30fps                                               |
| Audio                         | Altavoz Stereo, conector de audio 3.5 mm               | Altavoz Stereo, conector de audio 3.5 mm     | Altavoz Stereo, conector de audio 3.5 mm     | Altavoz Stereo, conector de audio 3.5 mm        | Altavoz Stereo, conector de audio 3.5 mm                    | Altavoz mono, conector de audio 3.5 mm                       | Altavoz Stereo, conector de audio 3.5 mm     | Altavoz Stereo de alta resolución de 24 bits/192 kHz, conector de audio 3.5 mm |
| Batería                       | 5000 mAh no removible. Li-Po                           | 5000 mAh no removible. Li-Po                 | 5000 mAh no removible. Li-Po                 | 5000 mAh no removible. Li-Po                    | 5000 mAh no removible. Li-Po                                | 5000 mAh no removible. Li-Po                                 | 6000 mAh no removible. Li-Po                 | 5000 mAh no removible. Li-Po                                                   |
| Carga                         | USB-C 10 W / 18 W (China y Latinoamérica)              | USB-C 10 W / 20 W                            | USB-C 30 W                                   | USB-C 30 W                                      | USB-C 15 W / 20 W (India)                                   | USB-C 15 W                                                   | USB-C 33 W                                   | USB-C 30 W                                                                     |
| USB                           | USB-C 2.0                                              | USB-C 2.0                                    | USB-C 2.0                                    | USB-C 2.0                                       | USB-C 2.0                                                   | USB-C 2.0                                                    | USB-C 2.0                                    | USB-C 2.0                                                                      |
| Dimensiones                   | 162,7 x 74,7 x 8,2 mm                                  | 162,7 x 74,7 x 8,2 mm                        | 162,7 x 74,7 x 8,2 mm                        | 161,4 x 73,8 x 8,3 mm                           | 161,5 x 73,8 x 8 mm                                         | 161,6 x 73,8 x 8 mm                                          | 161,6 x 73,8 x 8.9 mm                        | 160 x 74,4 x 7,6 mm                                                            |
| Peso                          | 183 g                                                  | 183.5 g                                      | 184.3 g                                      | 181 g                                           | 177 g                                                       | 177 g                                                        | 192 g                                        | 166.8 g                                                                        |
| Colores                       | * Azul Tinta * Plata Ártica * Rosa Pálido              | * Carbón Mate * Lavanda Azul * Oro Rosa      | * Carbón Mate * Blanco Perla * Azul Acero    | * Blanco Brillante * Azul Medianoche            | * Gris Acero * Azul Cielo * Crema Mantequilla * Lila Pálido | * Azul Medianoche * Azul Índigo * Azul Glaciar * Verde Menta | * Azul Medianoche * Azul Perla * Verde Menta | * Azul Malvavisco * Azul Medianoche * Viva Magenta                             |